# Медајна (Тенеси)
Медајна (енгл. Medina) град је у америчкој савезној држави Тенеси.

## Демографија
По попису из 2010. године број становника је 3.479, што је 2.51 (259,0%) становника више него 2000. године.
| Група             | 2000.       | 2010.         |
| Белци             | 942 (97,2%) | 3.152 (90,6%) |
| Афроамериканци    | 13 (1,3%)   | 179 (5,1%)    |
| Азијати           | 0 (0,0%)    | 11 (0,3%)     |
| Хиспаноамериканци | 6 (0,6%)    | 106 (3,0%)    |
| Укупно            | 969         | 3.479         |